# Нью-Йоркский аквариум
Нью-Йоркский аквариум (англ. New York Aquarium) — постоянно действующий аквариум, расположенный на променаде Ригельмана в Кони-Айленде, Бруклин, Нью-Йорк, США.

## История
Аквариум впервые открыт 10 декабря 1896 года, в Баттери-парке, являясь самым старым непрерывно действующим океанариумом США в настоящее время. Его первый директор, доктор наук Тарлтон Хоффман Бин (англ. Dr. Tarleton Hoffman Bean) (1895—1898), был уважаемым экспертом по ихтиологии. С 31 октября 1902 года, Нью-Йоркский аквариум был принят под юрисдикцию Нью-Йоркского зоологического общества. В тот период времени аквариум имел всего лишь около 150 экземпляров животных. В течение длительного времени его самый известный директор, выдающийся зоолог Чарльз Хаскинс Таунсенд (англ. Charles Haskins Townsend), значительно увеличил коллекцию и аквариум стал самым аттрактивным заведением Нью-Йорка, привлекая сотни тысяч посетителей ежегодно. В частности, в 1914 году Таунсенд доставил в аквариум пять афалин, одна из которых прожила 15 месяцев — один из первых опытов содержания афалин в неволе.
В начале октября 1941 года аквариум в Баттери-парке был закрыт из-за проекта по строительству туннеля, соединяющего Нижний Манхэттен и Бруклин. Многие из представителей водной стихии Нью-Йоркского аквариума были временно размещены в Бронксском зоопарке, что продолжалось до постройки нового аквариума, который открылся только после Второй мировой войны. Это произошло 6 июня 1957 года на его новой территории в Бруклине.
Нью-Йоркский аквариум в настоящее время занимает 14 акров земли, непосредственно у пляжной зоны Кони-Айленда, вблизи океана, и имеет более чем 350 видов различных представителей водной фауны планеты. Цели и задачи аквариума и аквариумистики рассказать общественности о проблемах мирового океана и его обитателей, показать богатое разнообразие животных морей и океанов и их красоту. На территории аквариума постоянно меняется экспозиция, благодаря обменам между зоопарками и аквариумами; проводятся различные массовые мероприятия и научные исследования. В лаборатории морских исследований аквариума (Osborn Laboratories of Marine Sciences) проводится несколько научных работ по изучению интеллектуальности дельфинов, тестируются приборы спутниковой маркировки акул, изучается биология коралловых рифов и их обитателей.
На территории аквариума рождены многие представители животного мира водных просторов, такие как пингвины, моржи и тюлени, морские котики, белухи и дельфины, а также большое разнообразие рыб. Многие обитатели аквариума стали героями популярных книг и фильмов о животных.